# Echiniphimedia gabrielae
Echiniphimedia gabrielae is een vlokreeftensoort uit de familie van de Iphimediidae. De wetenschappelijke naam van de soort is voor het eerst geldig gepubliceerd in 1988 door Coleman & Andres.